# George Julius Poulett Scrope
George Julius Poulett Scrope (Londres, 10 de março de 1797 — Fairlawn, perto de Cobham, Surrey, 19 de janeiro de 1876), foi um geólogo e economista político inglês, bem como magistrado de Stroud em Gloucestershire.
Ele era o segundo filho de J. Poulett Thompson de Waverley Abbey, Surrey. Ele foi educado em Harrow e por um curto período no Pembroke College, Oxford, mas em 1816 ele entrou no St John's College, Cambridge, graduando-se BA em 1821. Através da influência de Edward Clarke e Adam Sedgwick, ele se interessou pela mineralogia e geologia.
Durante o inverno de 1816-1817, ele estava em Nápoles e estava tão profundamente interessado no Vesúvio que renovou seus estudos do vulcão em 1818; e no ano seguinte visitou o Etna e as ilhas Lipari. Em 1821 ele se casou com a filha e herdeira de William Scrope de Castle Combe, Wiltshire, e assumiu o nome dela; e ele entrou na Câmara dos Comuns do Reino Unido em 1833 como MP por Stroud, mantendo sua cadeira até 1868.

Enquanto isso, ele começou a estudar as regiões vulcânicas da França central em 1821, e visitou o distrito de Eifel em 1823. Em 1825 ele publicou Considerações sobre os Vulcões, levando ao estabelecimento de uma nova teoria da Terra, e no ano seguinte foi eleito FRS. Este trabalho anterior foi posteriormente ampliado e publicado sob o título de Volcanos (1862); um livro-texto oficial cuja segunda edição foi publicada dez anos depois.

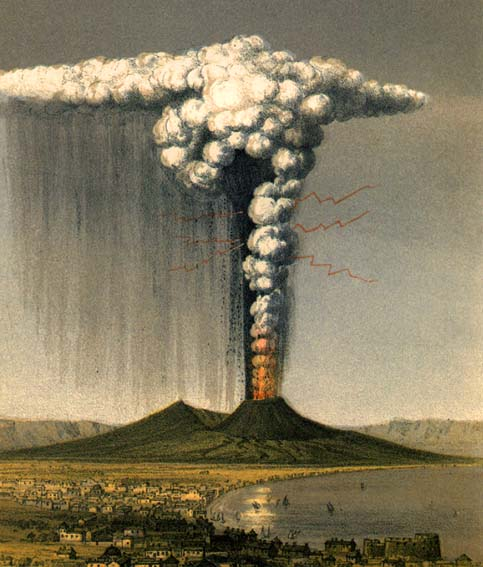
A Erupção do Vesúvio vista de Nápoles, outubro de 1822. Desenho histórico de George Julius Poulett Scrope

Em 1827, ele publicou seu clássico Memoir on the Geology of Central France, incluindo as formações vulcânicas de Auvergne, o Velay e o Vivarais, um volume in-quarto ilustrado por mapas e placas. A substância disso foi reproduzida de uma forma revisada e um pouco mais popular em The Geology and Extinct Volcanos of Central France (1858). Esses livros foram as primeiras descrições amplamente publicadas da Chaîne des Puys, uma cadeia de mais de 70 pequenos vulcões no Maciço Central.
Scrope foi premiado com a Medalha Wollaston pela Sociedade Geológica de Londres em 1867. Entre suas outras obras estava a História da Mansão e o Baronato Antigo de Castle Combe (impresso para circulação privada, 1852).

Ele morreu em Fairlawn perto de Cobham, Surrey, em 19 de janeiro de 1876.